# Paraxius
Paraxius is een geslacht van kreeftachtigen uit de klasse van de Malacostraca (hogere kreeftachtigen).

## Soort
- Paraxius altus Spence Bate, 1888